# أحمد محمود صبحي
الأستاذ الدكتور أحمد محمود صبحي (1928م- 2004م) هو مفكر وأستاذ الفلسفة الإسلامية بالعديد من الجامعات في مصر والعالم العربي، وهو أحد أشهر تلاميذ الأستاذ الدكتور علي سامي النشار.

## حياته ودراسته
ولد في الأسكندرية عام 1928 ودرس المرحلة الابتدائية في مدرسة الجمعية الخيرية الشرفية في شارع منشا بمحرم بك، وكانت تتكون من مدرستين: رمسيس للبنين ونازلي للبنات وكانت المدرسة تمثل التلاحم العضوي بين عنصري الأمة، وقد تهدمت بفعل الإصابة بالقنابل عام 1941م.

## عمله بالجامعة
قبل التحاقه بالعمل الجامعي عمل مُدرسًا في بعض المدارس الحكومية (ابتدائي وثانوي) وكان ينصح طلابه بـأن يعبروا عن آرائهم حتى ولو كانت مخالفة، أعير إلى البحرين عام 1956 وهناك ألف أول كتاب له بعنوان (البحرين ودعوى إيران). انتهت إعارته إلى البحرين بعد ثلاث سنوات بسبب اصطدامه مع رئيس البعثة التعليمية والتي كانت سببًا للدخول في السلك الجامعي عندما ذهب إلى الدكتور علي النشار ليقدم شكوى في رئيس البعثة إلى جمال عبد الناصر (فقد عمل النشار مستشارًا سياسيَا لمجلس قيادة الثورة)، فشجعه النشار على دراسة الماجستير وكان عن نظرية الإمامة لدى الشيعة الاثنى عشرية.
بعد حصوله على الماجستير والدكتوراه عمل مدرسًا بجامعة الإسكندرية، وقد ترقى في السلك الجامعي فحصل على درجة أستاذ مساعد في عام 1973، ثم درجة أستاذ في نهاية السبعينات. وقد أعير خلال تلك الفترة عدة مرات للعمل بعدد من الجامعات العربية، فعمل بليبيا عام 1969م بصحبة الدكتور عبد الرحمن بدوي، وعمل باليمن 1976- 1980 مع الدكتور عبد الغفار مكاوي، كما درس في الأردن عام 1983، وفي عام 1985 أعير إلى الكويت حتى عام 1988 عند بلوغ سن التعاقد، لكنه اضطر إلى الاستقالة من جامعة الإسكندرية والتعاقد مع جامعة الكويت لكنه عاد إلى مصر بعد العدوان العراقي عام 1990، ثم ذهب مرة أخرى إلى الكويت بعد تحريرها من العدوان وظل يُدرِّس هناك حتى عام 1994م، ثم عاد إلى الإسكندرية فعين كأستاذ متفرغ من عام 1995 وحتى وفاته عام 2004م. وقد أشرف طوال مسيرته الأكاديمية على العديد من الرسائل العلمية، وخرج من عباءته العديد من الطلاب الأفذاذ في تخصصاتهم مثل الدكتورة صفاء عبد السلام.

## أبرز أعماله
للدكتور أحمد محمود صبحي باعٌ كبير وأثرٌ ملحوظ في شتَّى مجالات الفكر الإسلامي؛ لكن استحوذَ عِلم الكلام والفرق والمذاهب الإسلامية منه على اهتمامٍ بالغ وخاص، وبالأحرى فِرق المُعتزِلة والأشاعرة والزيدية، فضلًا عن الشيعة الإمامية (الإثني عشرية) وموقفه من عقيدة الإمامة بوصفها أهمّ عقائدهم؛ وقد ألف العديد من الأعمال البارزة منها:
• في علم الكلام/ دراسة فلسفية لآراء الفرق الكلامية.
• في فلسفة التاريخ.
• الفلسفة الأخلاقية في الفكر الإسلامي (العقليون والذوقيون أو النظر والعمل)
• التصوف: إيجابياته وسلبياته
• في فلسفة الحضارة (اليونانية- الإسلامية- الغربية) [بالإشتراك مع دكتورة صفاء عبد السلام]
• هاؤوم اقرؤوا كتابيه: محاولة لتجديد الفكر الإسلامي.
• نظرية الإمامة لدى الشيعة الإثنى عشرية.

## الجوائز والتكريمات
حصل دكتور أحمد محمود صبحي على العديد من التكريمات والجوائز منها جائزة الدولة التشجيعية من جامعة الإسكندرية عن كتابه فلسفة التاريخ في عام 1976م.

## وفاته
توفى الأستاذ الدكتور أحمد محمود صبحي عام 2004 عن عُمر يناهز 76 عامًا تاركًا إرثًا علميًا عظيمًا. وقد أقيم حفل تأبين له في شهر فبراير من عام 2005م برعاية الدكتور عاطف العراقي رئيس لجنة الفلسفة بالمجلس الأعلى للثقافة ومقرر اللجنة الأستاذ محمود أمين العالم. وقد أصدرت تلميذته الدكتورة صفاء عبد السلام جعفر الرئيس السابق لقسم الفلسفة بجامعة الإسكندرية كتاب يشتمل على سيرته بقلمه، ومجموعة من الأبحاث والمقالات التي تتناول أهم أعماله في مجلد ضخم سنة 2008.